# Værslev
Værslev er en by i Værslev Sogn. Indtil Kommunalreformen i 1970 lå den i Skippinge Herred, Holbæk Amt, derefter Vestsjællands Amt.

## Historie
Værslev omtales første gang i Roskildebispens Jordebog omkring 1370 som Wessløf, Wæslef, Veslef og Weslef, senere 19. februar 1445 som Weseloff.
Værslev landsby bestod i 1682 af 17 gårde, 1 hus med jord og 4 huse uden jord. Det samlede dyrkede areal udgjorde 505,9 tønder land skyldsat til 123,19 tønder hartkorn. Dyrkningsformen var trevangsbrug.
Værslev fik station på Nordvestbanen, der blev indviet 30. december 1874, og blev jernbaneknudepunkt, da Slagelse-Værslev-banen blev indviet 30. april 1898. Omkring århundredeskiftet skildres forholdene således: "Værslev med Kirke, Præstegd., Skole, Friskole, Mølle og, noget N. for Byen, Jærnbanestation med Telegrafstation". Nogen nævneværdig byudvikling skete ikke.
Privatbanen Hørve-Værslev Jernbane (HVJ) blev indviet 6. maj 1919. Den havde i Værslev egen drejeskive og ensporet remise med overnatningsmulighed for togpersonalet, men der var ikke vandforsyning til lokomotiverne.